# Cueva Optymistychna
Cueva Optymistychna (en ucraniano: Оптимістична; que significa "optimista") es una cueva en yesos ubicada cerca de la aldea ucraniana de Korolivka, en el raión de Borshchivskyi del óblast de Ternopil. Hasta 2025, tiene más 264 km de pasajes cartografiados y es el mayor complejo de cuevas de Eurasia, el séptimo mundial y la cueva más larga de yeso en el mundo.
Toda la cueva se encuentra en un área de 2 kilómetros cuadrados en una capa de yeso del terciario superior que es inferior a 20 m de espesor. Los pasajes tienden a ser bajos. Comprenden una densa red en varios niveles, por lo que Optymistychna es conocida como una "cueva laberinto."
El complejo de la cueva fue descubierta por los espeleólogos de Lviv en 1966.